# Vincent (dessinateur)
Pour les articles homonymes, voir Vincent.
Vincent, de son vrai nom Vincent Beaufrère, né le 10 août 1974 à Aurillac, est un dessinateur et scénariste de bande dessinée français.

## Biographie
Après des études en arts graphiques, Vincent travaille d'abord dans l'industrie du jeu vidéo et de l'animation 3D.
Féru d'aéronautique, pilote d'avion et d'ULM, il dessine ses premières planches dans les revues d'aviation Experimental puis Aviasport où il collabore encore aujourd'hui. Ces planches de BD aéronautiques seront regroupées puis éditées sous forme de petits albums aux éditions Cépaduès sous le titre Aviateurs accompagnées de textes écrits par Gil Roy.
En 2005 il signe sa première série en solo : Albatros, qui sera publiée aux Éditions Glénat et dont le premier opus intitulé  Shangaïé sort en janvier 2006.
Quelques années plus tard, il collabore avec le scénariste Jean-Blaise Djian à la série L'École Capucine, publiée aux éditions Vents d'Ouest.
En 2010, et jusqu'en 2018,, il travaille sur la série Chimère(s) 1887 scénarisée par Christophe Pelinq ( Arleston) et Melanÿn, publiée aux éditions Glénat.
En 2016 avec un ami il réalise une traversée de l'Atlantique à la voile. Cette aventure profondément marquante est un des déclencheur du projet BD à l'aquarelle "Damien".
En 2018 il réalise le dessin et la couleur d'un diptyque se déroulant dans le monde de l'aviation dans l'immédiat après-guerre, Liberty Bessie, dont il a eu l'idée et qu'il a confiée aux scénaristes Jean-Blaise Djian et PRSD. Le premier tome intitulé Un pilote de l'Alabama est publié en 2019,, aux éditions Vents d'Ouest et le second intitulé Sur la trace des Maylaros parait en 2020.
En 2022 sort Un Album de 170 pages sur voilier Damien, livre qu'il coréalise avec le navigateur, explorateur Français et écrivain Gérard Janichon l'un des deux membres de l'aventure du voilier  Damien. 
En 2023 sort un deuxième diptyque autour de la série Liberty Bessie avec Jean Blaise Djian et Patrice Buendia au scénario.
À la suite du succès rencontré sur l'album Damien l'empreinte du vent , un deuxième album  est en cours de réalisation... il traitera des Damien II, III et IV.

## Œuvres publiées

### Aviateurs
Aviateurs est un ensemble de recueils des planches parues dans les revues Experimental et Aviasport.
- 1 Petites chroniques des nuages, Éditions Cépaduès, 2007
Scénario : Gil Roy - Dessin : Vincent
- 2 Fréquence 123.5, Éditions Cépaduès, 2008
Scénario : Gil Roy - Dessin : Vincent
- 3 Flying'girls, Éditions Cépaduès, 2010
Scénario : Gil Roy - Dessin : Vincent

### Mémorables moments d'un instructeur
Deux livres de l'auteur Serge Boichot et illustrés par Vincent.
- 1 Mémorables moments d'un instructeur, Éditions Cépaduès, 2017
Scénario : Serge Boichot - Dessin : Vincent
- 2 Mémorables moments d'un instructeur, Éditions Cépaduès, 2018
Scénario : Serge Boichot - Dessin : Vincent

### Albatros
Dans la collection Grafica aux Éditions Glénat.
- 1 Shangaïé, Éditions Glénat, 2006
Scénario, dessin et couleurs : Vincent - (ISBN 9782723451666)
- 2 Le Mauvais Œil, Éditions Glénat, 2007
Scénario, dessin et couleurs : Vincent - (ISBN 9782723456135)
- 3 Le Murmure des âmes, Éditions Glénat, 2008
Scénario, dessin et couleurs : Vincent - (ISBN 9782723460125)

### L'École Capucine
- 1 Venin de village, Vents d'Ouest, 2009
Scénario : JB Djian - Dessin et couleurs : Vincent - (ISBN 9782749304694)
- 2 L'héritier, Vents d'Ouest, 2010
Scénario : JB Djian - Dessin et couleurs : Vincent - (ISBN 9782749305370)

### Chimère(s) 1887
- 1 La Perle pourpre, Éditions Glénat, 2011
Scénario : Melanÿn et Christophe Pelinq - Dessin et couleurs : Vincent - (ISBN 9782723470520)
- 2 Dentelles écarlates, Éditions Glénat, 2012
Scénario : Melanÿn et Christophe Pelinq - Dessin et couleurs : Vincent - (ISBN 9782723484039)
- 3 La Furie de Saint-Lazare, Éditions Glénat, 2013
Scénario : Melanÿn et Christophe Pelinq - Dessin et couleurs : Vincent - (ISBN 9782723491549)
- 4 Les liens du sang, Éditions Glénat, 2014
Scénario : Melanÿn et Christophe Pelinq - Dessin et couleurs : Vincent - (ISBN 9782723498531)
- 5 L'ami Oscar, Éditions Glénat, 2016
Scénario : Melanÿn et Christophe Pelinq - Dessin et couleurs : Vincent - (ISBN 9782344006764)
- 6 Nuit étoilée, Éditions Glénat, 2018
Scénario : Melanÿn et Christophe Pelinq - Dessin et couleurs : Vincent - (ISBN 9782344016473)

### Liberty Bessie
- 1 Un pilote de l'Alabama, Vents d'Ouest, 2019
Scénario : Jean-Blaise Djian et Pierre-Roland Saint-Dizier - Dessin et couleurs : Vincent - (ISBN 978-2-7493-0864-7)
- 2 Sur la trace des Maylaros, Vents d'Ouest, 2020
Scénario : Jean-Blaise Djian et Pierre-Roland Saint-Dizier - Dessin et couleurs : Vincent - (ISBN 978-2-7493-0905-7)

### DAMIEN
- 1 l"Empreinte du vent
Scénario : scénario Gérard Janichon Dessin et couleurs Vincent

7=Vents d'Ouest

## Distinctions
- 2019 : Prix du Meilleur album Aéro 2019 remis par les pilotes de l'escadron de Chasse 3/3 Ardennes pour Liberty Bessie T1.
- 2020 : Prix historique pour Liberty Bessie remis durant le festival Bulles d'air sur la base aérienne 105 d'Evreux.
- 2022 : Prix Marine Bravo Zulu " livre"